# 烏拉佩斯
烏拉佩斯（西班牙語：Ulapes），是阿根廷的城鎮，位於該國西北部拉里奧哈省，是聖馬丁將軍縣的首府，海拔高度430米，該地區的地震活動頻繁和低強度，2010年人口3,205。
31°35′S 66°15′W / 31.583°S 66.250°W